# Lasauvage
Lasauvage (Zowaasch en luxembourgeois) est une section de la commune luxembourgeoise de Differdange située dans le canton d'Esch-sur-Alzette.

## Géographie

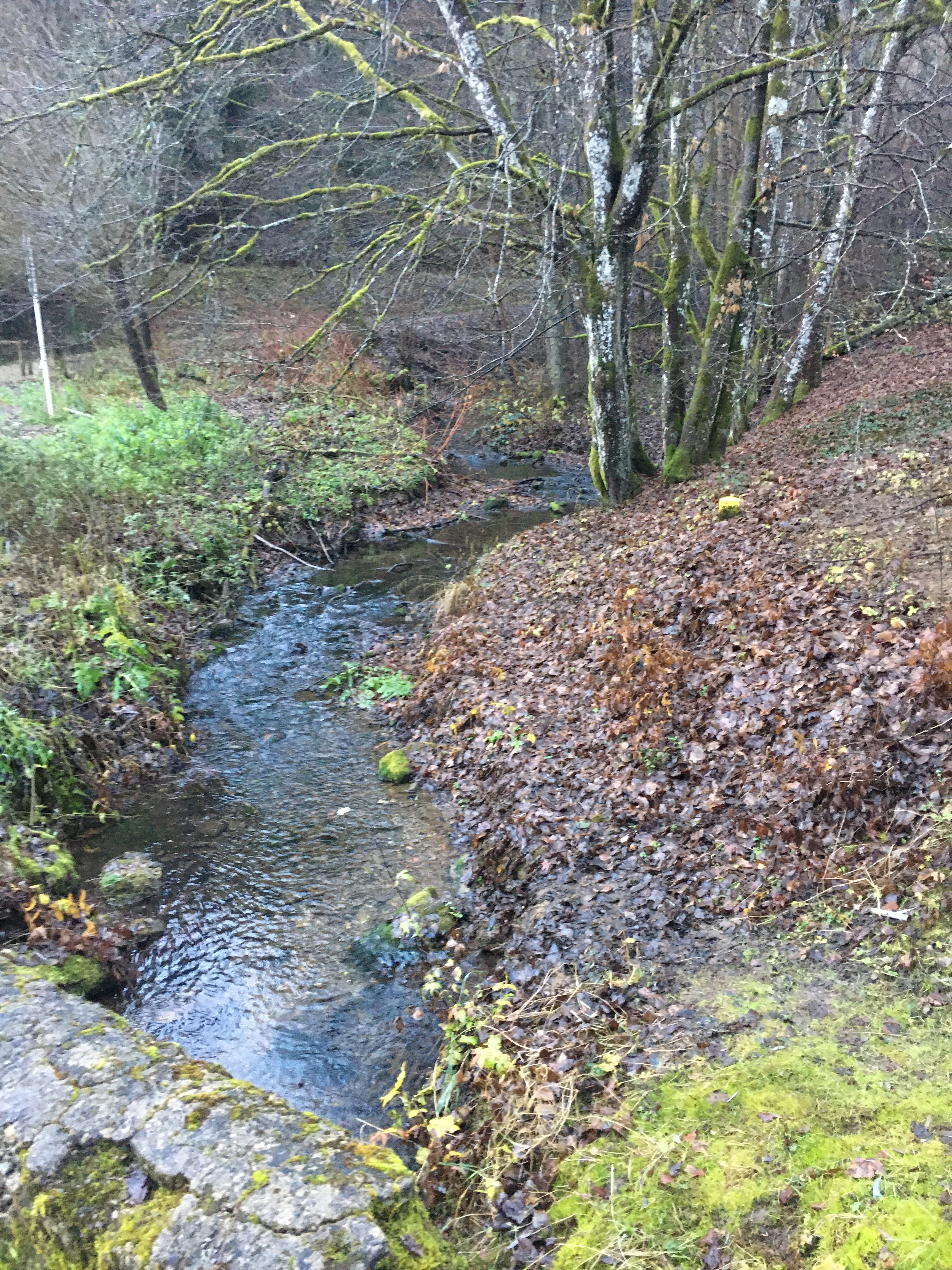
La Crosnière (ou Ru de la Côte Rouge), vue du pont de la rue de la Crosnière.

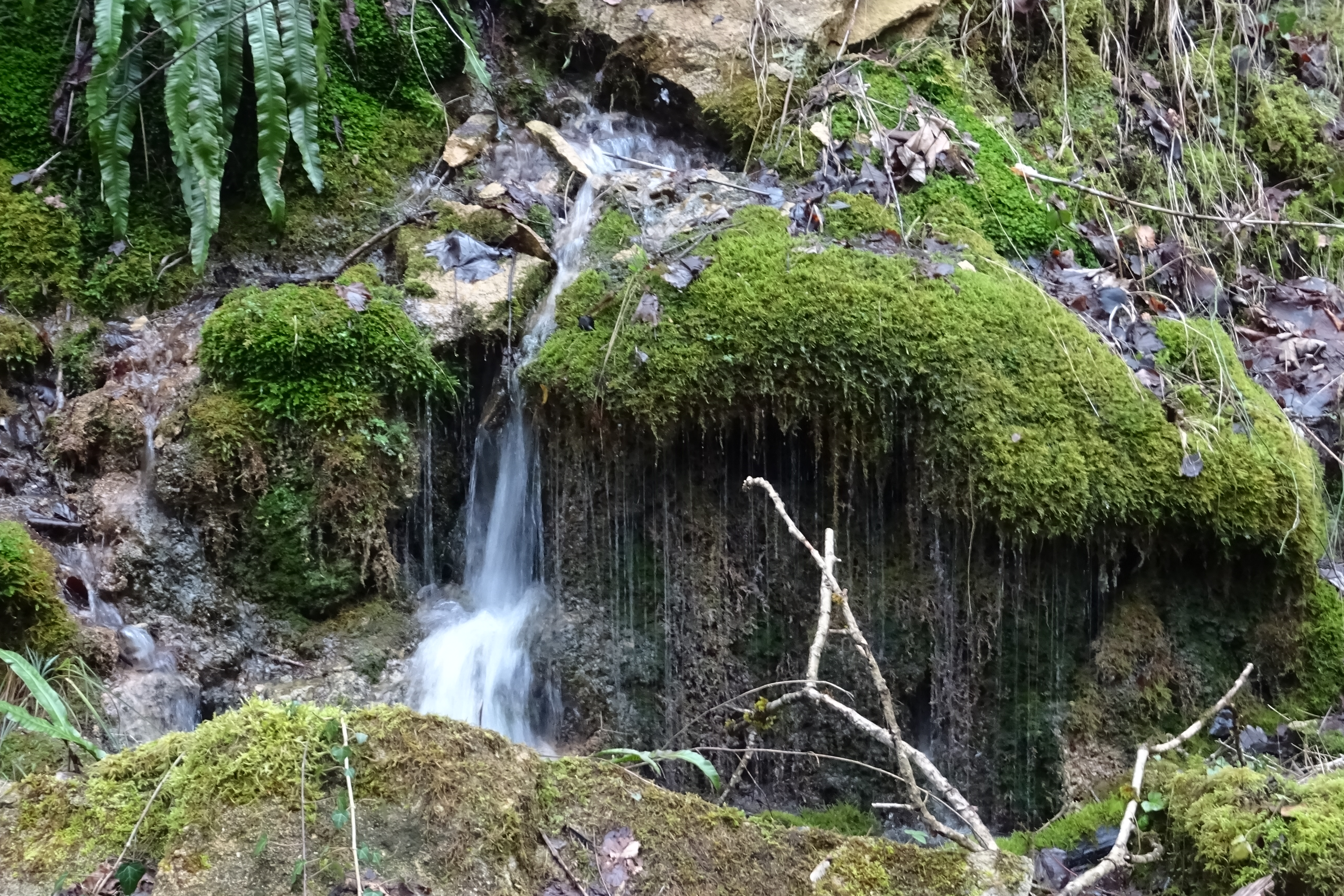
Résurgence près du chemin de la Crosnière.

Lasauvage est à la frontière française. Il est bordé au sud et sur tout le côté occidental par le Ru de la Côte Rouge, un affluent de la Moulaine. À certains endroits, le petit ruisseau (aussi appelé Crosnière) marque la frontière entre le Grand-Duché de Luxembourg et la France.

## Histoire
Lasauvage est un ancien village minier d'environ 400 habitants, situé dans un cadre forestier. Beaucoup des logements des mineurs ont aujourd'hui été rachetés et alors que les habitations ouvrières sont restées pour la plupart intactes et ont même été restaurées avec goût, le magasin où les mineurs venaient faire leurs courses a entre-temps changé de fonction pour devenir une école.
Lasauvage possède le seul cimetière luxembourgeois situé en territoire français, dans la commune d'Hussigny-Godbrange.

## Football
Lasauvage a également une équipe de football, le FC Minière Lasauvage, qui évolue en 4e division.

## Littérature
Émile van der Vekene: A la recherche d'une femme sauvage. Giéle Botter-Lasauvage. (Luxembourg, 2010).  (ISBN 978-99959-657-4-7).
Armand Logelin-Simon: Lasauvage au temps de Fernand comte de Saintignon, GALERIE DOK, 2017

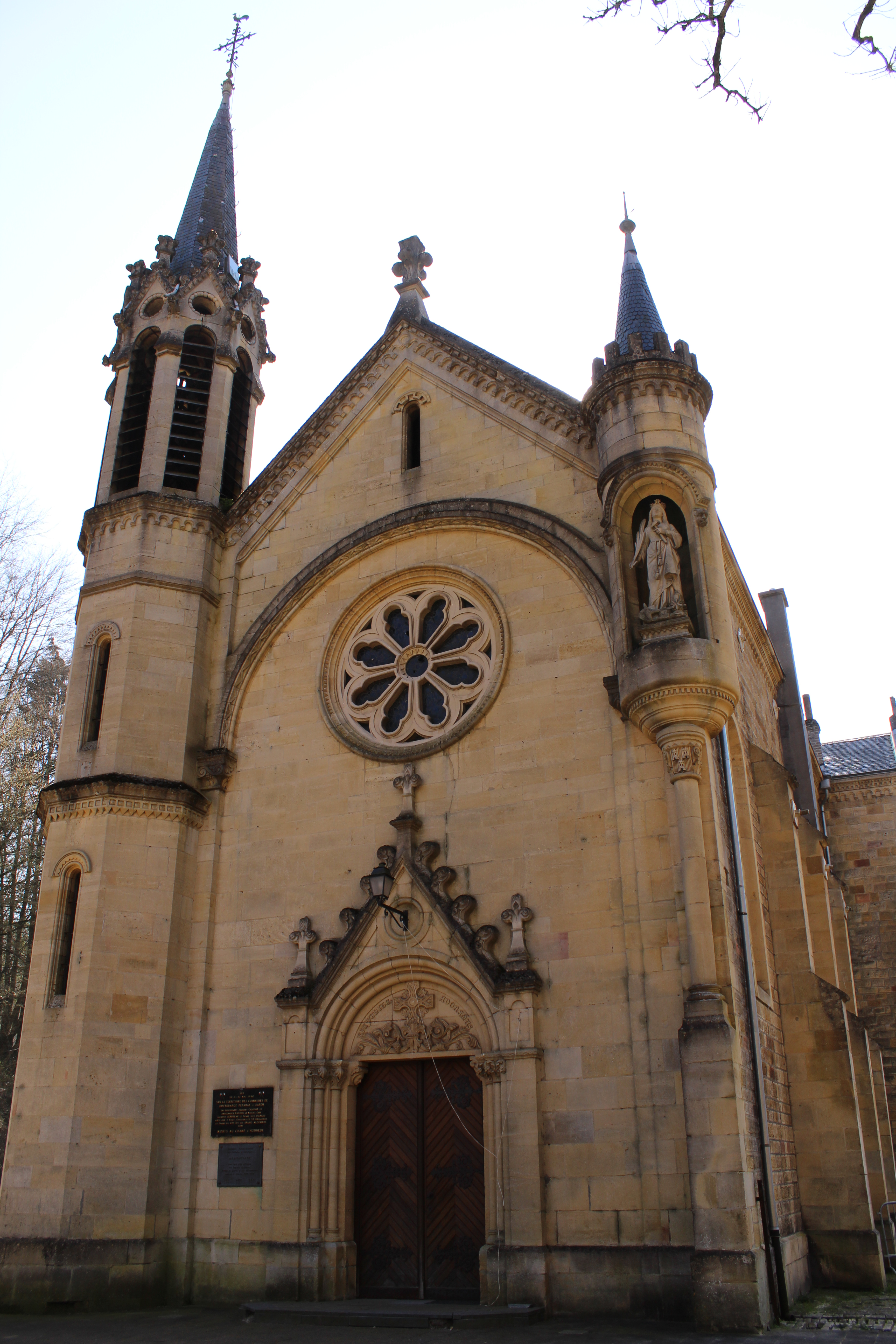
Église Sainte-Barbe